# ساعتلو
ساعتلو هي قرية في مقاطعة أرومية، إيران. يقدر عدد سكانها بـ 559 نسمة بحسب إحصاء 2016.